# The Virgin Prunes

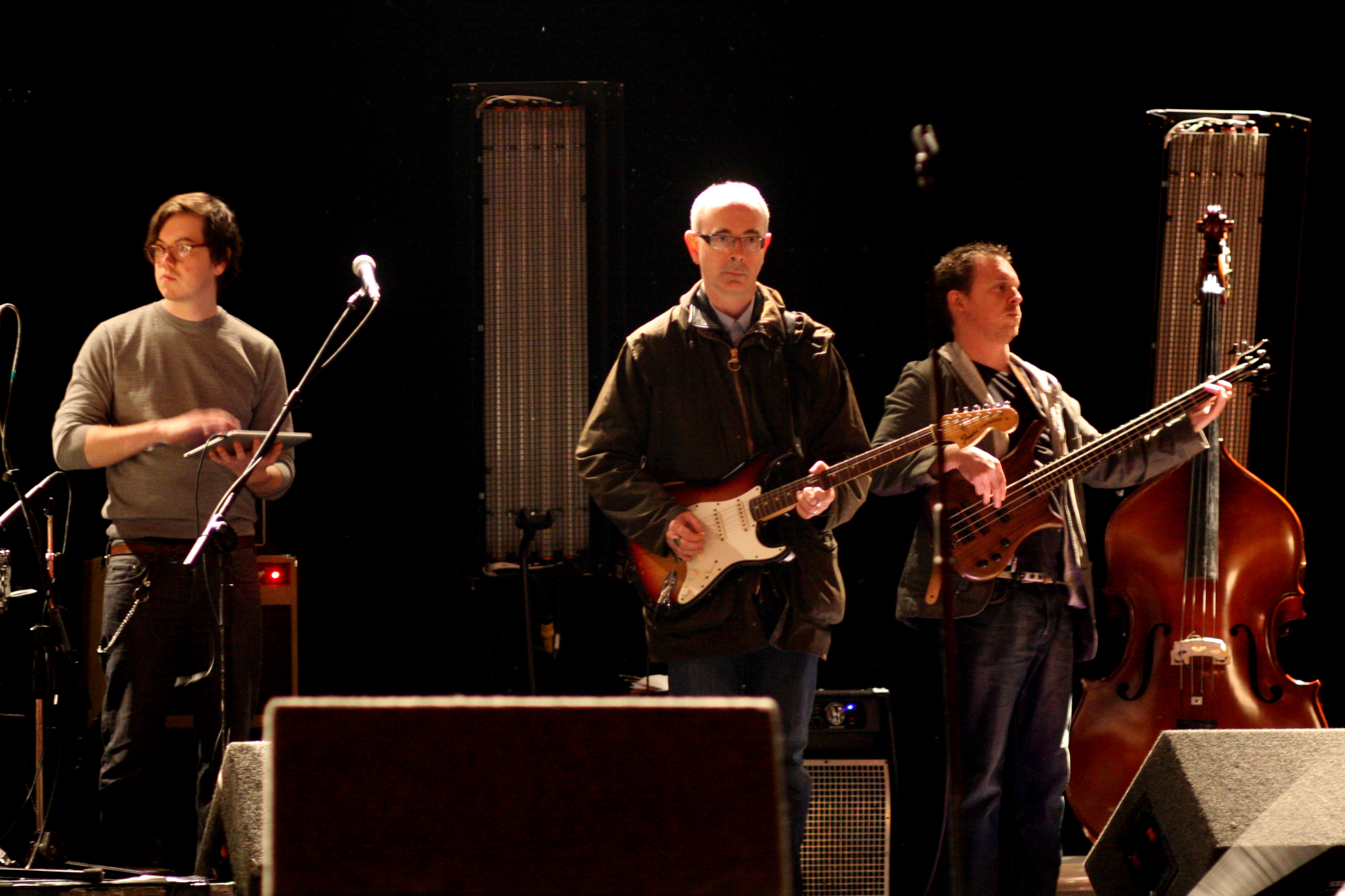
The Virgin Prunes bij een reünie in 2011

The Virgin Prunes waren een Ierse postpunkgroep, die bestond van 1977 tot 1986.
Oprichters van de band waren Paul Hewson, later beter bekend als Bono van U2, Fionan Hanvey, beter bekend als Gavin Friday en Derek Rowen, die zich Guggi noemde. Aanvankelijk heette de formatie Lypton Village: hieruit is enerzijds U2 en anderzijds The Virgin Prunes voortgekomen. De naam Virgin Prunes is sociolect voor 'buitenstaanders, Einzelgänger': de groep profileerde zich als buiten het establishment, volledig opgegaan in een bizarre fantasiewereld.
Gavin Friday, Guggi en Dave-id Busaras Scott (pseudoniem van David Watson) waren de zangers, Trevor Rowan alias Strongman was de bassist, Anthony Murphy alias Pod was drummer en  Dik Evans speelde gitaar. Pod werd later door Mary d'Nellon vervangen.
De optredens van de groep waren experimentele performances, die in een mix van postpunk en industrial-muziek met cabaret-invloeden de grenzen van de goede smaak op het publiek uittesten. Hoofdzaak hierbij was niet zozeer het experiment an sich, als wel het plezier een buitenstaander in de maatschappij te zijn; ze brachten als het ware een ode aan het alternatieve bestaan, met een veelvuldig invraagstellen van rolpatronen en gender. De band ontwikkelde een geheel eigen esthetiek, die haar tegen het eind van de jaren 70 een ware cultstatus opleverde, en een kleine schare trouwe volgelingen.
Hun eerste single, 'Twenty Tens', verscheen in 1981 en werd begeleid door een tentoonstelling in de Douglas Hyde-galerie aan Trinity College in Dublin, alsook door een performance in het kader van het New Forms of Beauty-project. De video en het bijbehorende boek zijn nooit gemaakt — er is enkel een opname op Compact cassette uitgebracht.
Het album ...If I Die, I Die uit 1982 was minder experimenteel en bleef in de postpunk hangen, maar behandelde wel de karakteristieke thema's schoonheid en puurheid. In datzelfde jaar verscheen de single 'Pagan Love Song', die een hit werd. The Virgin Prunes distantieerden zich van de gothic-beweging, omdat ze de klemtoon op de individualiteit legden en de beweging als te collectief ervoeren.
De voortdurende tournees en de conventies van de muziekbusiness leidden tot frustraties binnen de band: Guggi verliet de groep en werd een succesrijk schilder, Dik volgde hem.
Toen oud-drummer Pod zich weer bij de band aanmeldde, nam Mary d'Nellon de gitaar ter hand. In deze bezetting werd The Moon Looked Down and Laughed, het volgende album opgenomen en kwam uit in 1986. Hierin ziet men een stilistische evolutie: de muziek werd melodischer, en Gavin Fridays interesse in het chanson kwam aan de oppervlakte. Dit album bevat meer ballads.
In 1986 vertrok ook Gavin Friday en daarmee was het zeer snel met de groep afgelopen.
De invloed van The Virgin Prunes is, niettegenstaande hun relatief beperkte output, aanzienlijk geweest: onder andere Björk, Nine Inch Nails en Billy Corgan beschouwen hen als belangrijke voorbeelden. 
Het verzamelde werk van The Virgin Prunes werd in 2004, onder toezicht van Gavin Friday, door Mute Records op 5 cd's uitgebracht.

## Discografie
- 1981 : A New Form of Beauty
- 1982 : ...If I Die, I Die
- 1982 : Heresie (2x10")
- 1983 : Over The Rainbow: a compilation of raririties 1981-1983
- 1986 : The Moon Looked Down and Laughed
- 2004 : A New Form of Beauty (heruitgave)
- 2004 :...If I Die, I Die (heruitgave)
- 2004 : Heresie (heruitgave)
- 2004 : The Moon Looked Down and Laughed (heruitgave)
- 2004 : Over the Rainbow